# 41. Internationale Sechstagefahrt
Die 41. Internationale Sechstagefahrt war ein Motorrad-Geländesportwettbewerb, der vom 30. August bis 4. September 1966 im schwedischen Villingsberg stattfand. Die Nationalmannschaft der DDR konnte die Trophy-Wertung zum vierten Mal in Folge gewinnen. Die Nationalmannschaft der BRD gewann zum zweiten Mal die Silbervasenwertung.

## Wettkampf

### Organisation
Für den Wettkampf waren 307 Fahrer von 16 Motorsportverbänden der FIM gemeldet. Um die Trophy-Wertung fuhren Mannschaften aus sieben Nationen. Zudem waren 22 Silbervasen-, 36 Fabrik- und 31 Club-Mannschaften am Start.
BRD und DDR nahmen an der World Trophy sowie mit jeweils zwei Silbervasenmannschaften teil. Österreich nahm mit zwei, die Schweiz mit einer Silbervasenmannschaft teil. Zudem waren 13 bundesdeutsche und eine DDR-Clubmannschaft sowie sechs bundesdeutsche und fünf DDR-Fabrikmannschaften am Start. Österreich stellte drei Fabrikmannschaften.
Es waren insgesamt 1627,5 km Strecke zu bewältigen.

### 1. Tag
Von den 307 gemeldeten Fahrern nahmen 287 den Wettkampf auf. Es waren 293,2 km Strecke der so bezeichneten Nordostroute zu bewältigen, die als Rundkurs zweimal zu durchfahren war. Dabei wurde das Gelände eines hiesigen Artillerieschießplatzes mitgenutzt. Das Wetter war spätsommerlich und niederschlagsfrei.
Zwei Sonderprüfungen waren zu absolvieren: eine 400 m lange Bergprüfung sowie eine 300 m lange kombinierte Beschleunigungs- und Bremsprüfung.
In der Trophy-Wertung führte die Mannschaft der BRD, vor der Mannschaft der DDR und der Mannschaft Schwedens.
Bei der Silbervasenwertung führte die A-Mannschaft vor der B-Mannschaft der DDR und der A-Mannschaft Großbritanniens.
22 Fahrer schieden aus dem Wettbewerb aus.

### 2. Tag
Die Strecke des zweiten Tages führte von Villingsberg auf der so bezeichneten Südostroute über 290,2 km, wobei diese wieder ein zweimal zu absolvierender Rundkurs war. Das Wetter war weiter niederschlagsfrei.
An Sonderprüfungen waren zwei Geländegeschwindigkeitsprüfungen über 3 bzw. 2,5 km zu bewältigen.
In der Trophy-Wertung führte die Mannschaft der BRD, vor der Mannschaft Schwedens und der Mannschaft der DDR.
Bei der Silbervasenwertung führte die A-Mannschaft vor der B-Mannschaft der DDR und der B-Mannschaft der BRD.
Zwölf Fahrer schieden aus dem Wettbewerb aus, davon sind zwei nicht mehr gestartet.

### 3. Tag
Es waren 298 km auf der so bezeichneten Südroute zu absolvieren. In der Nacht zuvor hatte es leicht geregnet. Nach dem Start begann es erneut zu regnen, der den Tag über anhielt.
Wie am Vortag, waren zwei Geländegeschwindigkeitsprüfungen über 2,5 bzw. 6 km Länge als Sonderprüfungen zu bewältigen.
In der Trophy-Wertung führte die Mannschaft Schwedens, vor der Mannschaft der DDR und der Mannschaft Großbritanniens.
Bei der Silbervasenwertung führte die B-Mannschaft der BRD vor der A-Mannschaft der DDR und der B-Mannschaft der ČSSR.
16 Fahrer schieden aus dem Wettbewerb aus, davon ist einer nicht mehr gestartet.

### 4. Tag
Die Strecke des vierten Tages führte in entgegengesetzter Richtung über die gleiche Distanz des ersten Tages. Das Wetter war niederschlagsfrei.
Die zwei Sonderprüfungen waren zwei Geländegeschwindigkeitsprüfungen über 4,5 bzw. 6 km.
In der Trophy-Wertung führte die Mannschaft Schwedens, vor der Mannschaft der DDR und der Mannschaft Großbritanniens.
Bei der Silbervasenwertung führte die B-Mannschaft der BRD vor der A-Mannschaft der DDR und der B-Mannschaft Finnlands.
19 Fahrer schieden aus dem Wettbewerb aus, davon sind vier Fahrer nicht mehr gestartet.

### 5. Tag

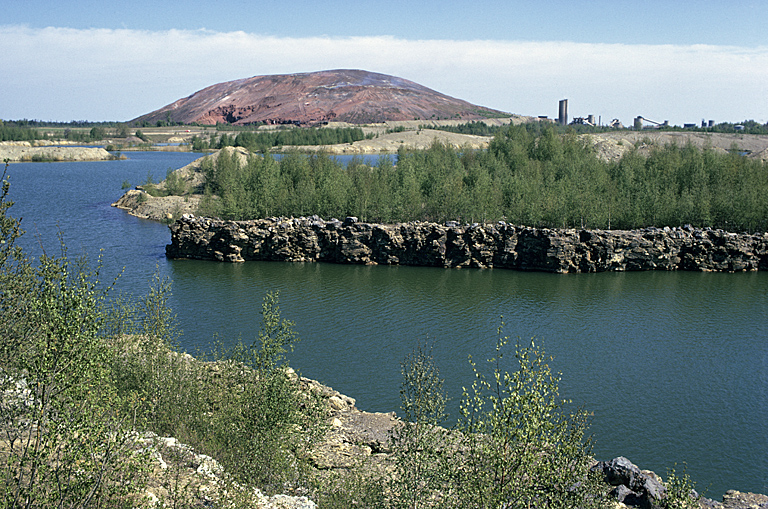
Kvarntorper Halde – Ort der Berg-geschwindigkeitsprüfung des 5. Tages
(Bild aus den 1970ern)

An Strecke war die mit einer Verlängerung versehene Route des zweiten Fahrtages in entgegengesetzter Richtung zu absolvieren. Gesamtlänge: 336,7 km. Das Wetter war trüb mit über den Tag verteilten, teils kräftigen Regenschauern.
Wieder waren zwei Sonderprüfungen zu absolvieren: Erstere war eine kombinierte Beschleunigungs- und Bremsprüfung auf Asphalt im Industriegelände von Kvarntorp. Die zweite war eine etwa 1,5 km lange Berggeschwindigkeitsprüfung auf die Kvarntorper Halde.
In der Trophy-Wertung führte die Mannschaft der DDR, vor der Mannschaft Großbritanniens und der Mannschaft der BRD.
Bei der Silbervasenwertung führte die B-Mannschaft der BRD vor der A-Mannschaft der DDR und der B-Mannschaft Finnlands.
8 Fahrer schieden aus dem Wettbewerb aus, davon ist einer nicht mehr gestartet.

### 6. Tag
Am letzten Fahrtag waren 116,2 km zu absolvieren. Endpunkt war das Karlskoga Motorstadion, wo die abschließende Geschwindigkeitsprüfung durchgeführt wurde. Laut Ausschreibung mussten hier alle Fahrer entsprechend ihrer Klassen eine bestimmte Zahl Runden in festgesetzten Zeiten absolvieren. Die ersten drei wurden für die Ermittlung der Gutpunkte herangezogen, jede danach fehlende Runde wurde mit Strafpunkten geahndet.
3 Fahrer schieden aus dem Wettbewerb aus. Von 287 am ersten Tag gestarteten Fahrern erreichten 207 das Ziel.

## Endergebnisse

### Trophy
| Platz | Team                            | Strafpunkte | Gut-Punkte |
| ----- | ------------------------------- | ----------- | ---------- |
| 1.    | Deutsche Demokratische Republik | 0           | 3824,56    |
| 2.    | Vereinigtes Königreich          | 0           | 3670,89    |
| 3.    | BR Deutschland                  | 4           | 3890,97    |
| 4.    | Schweden                        | 400         | 3373,39    |
| 5.    | Tschechoslowakei                | 505         | 3328,82    |
| 6.    | Sowjetunion                     | 522         | 3021,05    |
| 7.    | Spanien                         | 733         | 2763,02    |

### Silbervase
| Platz | Team                                           | Strafpunkte | Gut-Punkte |
| ----- | ---------------------------------------------- | ----------- | ---------- |
| 1.    | BR Deutschland (B-Mannschaft)                  | 0           | 2572,49    |
| 2.    | Deutsche Demokratische Republik (A-Mannschaft) | 0           | 2540,55    |
| 3.    | Finnland (B-Mannschaft)                        | 0           | 2483,64    |
| 4.    | Tschechoslowakei (B-Mannschaft)                | 0           | 2481,01    |
| 5.    | Vereinigtes Königreich (A-Mannschaft)          | 0           | 2479,33    |
| 6.    | Sowjetunion (A-Mannschaft)                     | 12          | 2292,64    |
| 7.    | Finnland (A-Mannschaft)                        | 56          | 2323,27    |
| 8.    | Polen (A-Mannschaft)                           | 64          | 2228,48    |
| 9.    | Irland                                         | 69          | 2180,01    |
| 10.   | Vereinigtes Königreich (B-Mannschaft)          | 100         | 2283,68    |
| 11.   | Tschechoslowakei (A-Mannschaft)                | 200         | 2220,63    |
| 12.   | Österreich (A-Mannschaft)                      | 300         | 2236,27    |
| 13.   | Vereinigte Staaten                             | 312         | 2038,04    |
| 14.   | BR Deutschland (A-Mannschaft)                  | 400         | 2111,28    |
| 15.   | Deutsche Demokratische Republik (B-Mannschaft) | 427         | 2078,72    |
| 16.   | Sowjetunion (B-Mannschaft)                     | 602         | 2013,23    |
| 17.   | Niederlande (A-Mannschaft)                     | 603         | 1855,04    |
| 18.   | Niederlande (B-Mannschaft)                     | 604         | 1838,45    |
| 19.   | Schweden (B-Mannschaft)                        | 608         | 1702,43    |
| 20.   | Österreich (B-Mannschaft)                      | 702         | 1742,38    |
| 21.   | Schweden (A-Mannschaft)                        | 1000        | 1552,45    |
| 22.   | Schweiz                                        | 1655        | 980,67     |

### Club-Mannschaften
| Platz | Team                           | Strafpunkte | Gut-Punkte |
| ----- | ------------------------------ | ----------- | ---------- |
| 1.    | Panzertruppenschule            | 0           | 1868,06    |
| 2.    | UAMK II                        | 0           | 1855,62    |
| 3.    | UAMK I                         | 0           | 1852,07    |
| 4.    | Dukla Praha                    | 0           | 1843,29    |
| 5.    | DMV Frankfurt I                | 0           | 1761,98    |
| 6.    | ADAC Gau Hessen                | 0           | 1743,63    |
| 7.    | GST                            | 0           | 1743,00    |
| 8.    | ADAC Gau Berlin-West           | 6           | 1633,57    |
| 9.    | ADAC Gau Südbayern             | 23          | 1779,57    |
| 10.   | DMV Frankfurt II               | 156         | 1544,05    |
| 11.   | Army MCA                       | 190         | 1655,56    |
| 12.   | ADAC Gau Nordrhein             | 200         | 1522,95    |
| 13.   | ADAC Gau Württemberg           | 239         | 1657,24    |
| 14.   | Göta MS                        | 300         | 1485,12    |
| 15.   | Svenska Armén I                | 446         | 1389,20    |
| 16.   | Svenska Armén II               | 455         | 1178,20    |
| 17.   | ADAC Gau Schleswig-Holstein II | 483         | 1150,43    |
| 18.   | ADAC Gau Westfalen-West        | 506         | 1191,34    |
| 19.   | Southend & DMC                 | 568         | 1204,78    |
| 20.   | Birmingham MCC                 | 600         | 1205,07    |
| 21.   | ADAC MSA Polizei Hamburg       | 601         | 1152,98    |
| 22.   | SMK Hedomora                   | 641         | 1268,591   |
| 23.   | Svenska Armén III              | 646         | 1120,99    |
| 24.   | ADAC Gau Nordbayern            | 654         | 1308,01    |
| 25.   | Sunbeam MCC                    | 686         | 1064,18    |
| 26.   | The Hanwell MCC                | 702         | 1026,37    |
| 27.   | Tibro MK                       | 794         | 1312,79    |
| 28.   | ADAC Gau Schleswig-Holstein I  | 819         | 1081,80    |
| 29.   | Kingston & D MCC               | 984         | 881,40     |
| 30.   | SMK Gävle                      | 1000        | 836,11     |
| 31.   | CSMA                           | 1466        | 652,36     |

### Fabrik-Mannschaften
| Platz | Team               | Strafpunkte | Gut-Punkte |
| ----- | ------------------ | ----------- | ---------- |
| 1.    | Hercules I         | 0           | 1933,72    |
| 2.    | MZ II              | 0           | 1928,96    |
| 3.    | Zündapp II         | 0           | 1925,93    |
| 4.    | MZ III             | 0           | 1909,93    |
| 5.    | Husqvarna I        | 0           | 1902,63    |
| 6.    | MZ I               | 0           | 1895,60    |
| 7.    | Hercules II        | 0           | 1857,63    |
| 8.    | Triumph II         | 0           | 1855,17    |
| 9.    | ČZ I               | 0           | 1846,10    |
| 10.   | Simson II          | 0           | 1841,72    |
| 11.   | Triumph I          | 0           | 1817,98    |
| 12.   | Husqvarna II       | 0           | 1817,62    |
| 13.   | Greeves Motor      | 0           | 1812,64    |
| 14.   | Bultaco A          | 0           | 1746,75    |
| 15.   | Zündapp I          | 4           | 1940,08    |
| 16.   | Jawa II            | 5           | 1815,87    |
| 17.   | Ijewski Fabrik III | 10          | 1747,07    |
| 18.   | Ijewski Fabrik I   | 22          | 1750,33    |
| 19.   | SHL                | 50          | 1633,98    |
| 20.   | AJS                | 100         | 1741,27    |
| 21.   | Jawa III           | 200         | 1638,47    |
| 22.   | KTM I              | 200         | 1470,00    |
| 23.   | BMW                | 300         | 1647,34    |
| 24.   | Puch               | 300         | 1618,26    |
| 25.   | Kovrov             | 302         | 1575,56    |
| 26.   | Husqvarna VI       | 319         | 1466,62    |
| 27.   | Simson I           | 427         | 1476,88    |
| 28.   | Husqvarna V        | 448         | 1352,82    |
| 29.   | Jawa I             | 500         | 1457,29    |
| 30.   | BSA                | 500         | 1371,57    |
| 31.   | Ijewski Fabrik II  | 500         | 1241,92    |
| 32.   | Husqvarna III      | 600         | 1339,19    |
| 33.   | KTM II             | 702         | 1185,00    |
| 34.   | Bultaco B          | 733         | 996,27     |
| 35.   | Husqvarna II       | 800         | 1068,44    |
| 36.   | Zündapp III        | 1100        | 974,46     |

### Einzelwertung
| Klasse  | Starter | Gold | Silber | Bronze | Ausfall/Disqualifikation | Ausfall/Disqualifikation | Ausfall/Disqualifikation | Ausfall/Disqualifikation | Ausfall/Disqualifikation | Ausfall/Disqualifikation | Ausfall/Disqualifikation | Klassensieger (Motorrad)    | Strafpunkte | Gut-Punkte |
| Klasse  | Starter | Gold | Silber | Bronze | 1. Tag                   | 2. Tag                   | 3. Tag                   | 4. Tag                   | 5. Tag                   | 6. Tag                   | Gesamt                   | Klassensieger (Motorrad)    | Strafpunkte | Gut-Punkte |
| ------- | ------- | ---- | ------ | ------ | ------------------------ | ------------------------ | ------------------------ | ------------------------ | ------------------------ | ------------------------ | ------------------------ | --------------------------- | ----------- | ---------- |
| 50 cm³  | 21      | 14   | 0      | 0      | 2                        | 1                        | 2                        | 2                        | 0                        | 0                        | 7                        | Heinz Brinkmann (Hercules)  | 0           | 653,61     |
| 75 cm³  | 13      | 9    | 0      | 1      | 2                        | 0                        | 1                        | 0                        | 0                        | 0                        | 3                        | Klaus Kämper (Zündapp)      | 0           | 659,34     |
| 100 cm³ | 20      | 9    | 6      | 1      | 0                        | 1                        | 1                        | 1                        | 1                        | 0                        | 4                        | Siegfried Gienger (Zündapp) | 0           | 653,96     |
| 125 cm³ | 17      | 12   | 2      | 0      | 1                        | 1                        | 0                        | 0                        | 1                        | 0                        | 3                        | F. Dall’Ara (Morini)        | 0           | 650,55     |
| 175 cm³ | 47      | 26   | 5      | 7      | 2                        | 2                        | 2                        | 2                        | 1                        | 0                        | 9                        | Peter Uhlig (MZ)            | 0           | 653,59     |
| 250 cm³ | 101     | 40   | 16     | 10     | 12                       | 4                        | 6                        | 10                       | 3                        | 0                        | 35                       | Werner Salevsky (MZ)        | 0           | 641,58     |
| 350 cm³ | 26      | 18   | 2      | 2      | 1                        | 1                        | 1                        | 0                        | 1                        | 0                        | 4                        | Klaus Teuchert (MZ)         | 0           | 643,00     |
| 500 cm³ | 35      | 16   | 4      | 2      | 2                        | 2                        | 3                        | 3                        | 1                        | 2                        | 13                       | C. Öberg (Husqvarna)        | 0           | 654,73     |
| 750 cm³ | 7       | 5    | 0      | 0      | 0                        | 0                        | 0                        | 1                        | 0                        | 1                        | 2                        | Arthur Lampkin (BSA)        | 0           | 643,05     |
| Gesamt  | 287     | 149  | 35     | 23     | 22                       | 12                       | 16                       | 19                       | 8                        | 3                        | 80                       |                             |             |            |